# Zweisitzrakete
Zweisitzrakete ist eine österreichische Liebeskomödie von Regisseur Hans Hofer aus dem Jahr 2013. In den Hauptrollen sind Manuel Rubey, Alissa Jung und Simon Schwarz zu sehen. Dreh- und Handlungsort ist Wien.

## Handlung
Manuel arbeitet als Fotoreporter und ist heimlich in seine beste Freundin, Dolmetscherin Mia verliebt. Die beiden teilen dieselben Interessen und Träume, unter anderem vom Auswandern nach New York. Als Kind träumte Mia davon, von einem Astronauten in seiner Rakete abgeholt zu werden und mit ihm zu den Sternen zu fliegen. Als Mia beruflich für ein paar Tage nach Bozen geht, verliebt sie sich Hals über Kopf in den Piloten-Macho Michele, der zu ihr nach Wien kommt. Träumer Manuel, der kurz davor war, Mia seine Liebe zu gestehen, ist verzweifelt, als er erfährt, dass das Paar nach Rom ziehen will. In der Selbsthilfegruppe für verlassene Männer seines Mitbewohners Detlev wird der Beschluss gefasst, Mia zurückzuerobern. Die Männer entwerfen einen Plan, eine alte Zweisitzrakete aus dem Technischen Museum zu stehlen. Mit mehr Glück als Verstand gelingt das Vorhaben und die Rakete mit dem Decknamen „Astrid“ wird am Stadtrand platziert. Zwei befreundete Polizistinnen trennen unterdessen Mia und Michele, woraufhin Manuels Nachbarin Frau Müller Mia an den Stadtrand chauffiert. Dort trifft sie auf Manuel, der im Raumanzug auf sie wartet. Zusammen steigen sie in die Rakete und fliegen in ihrer Vorstellungskraft zu den Sternen.

## Produktion

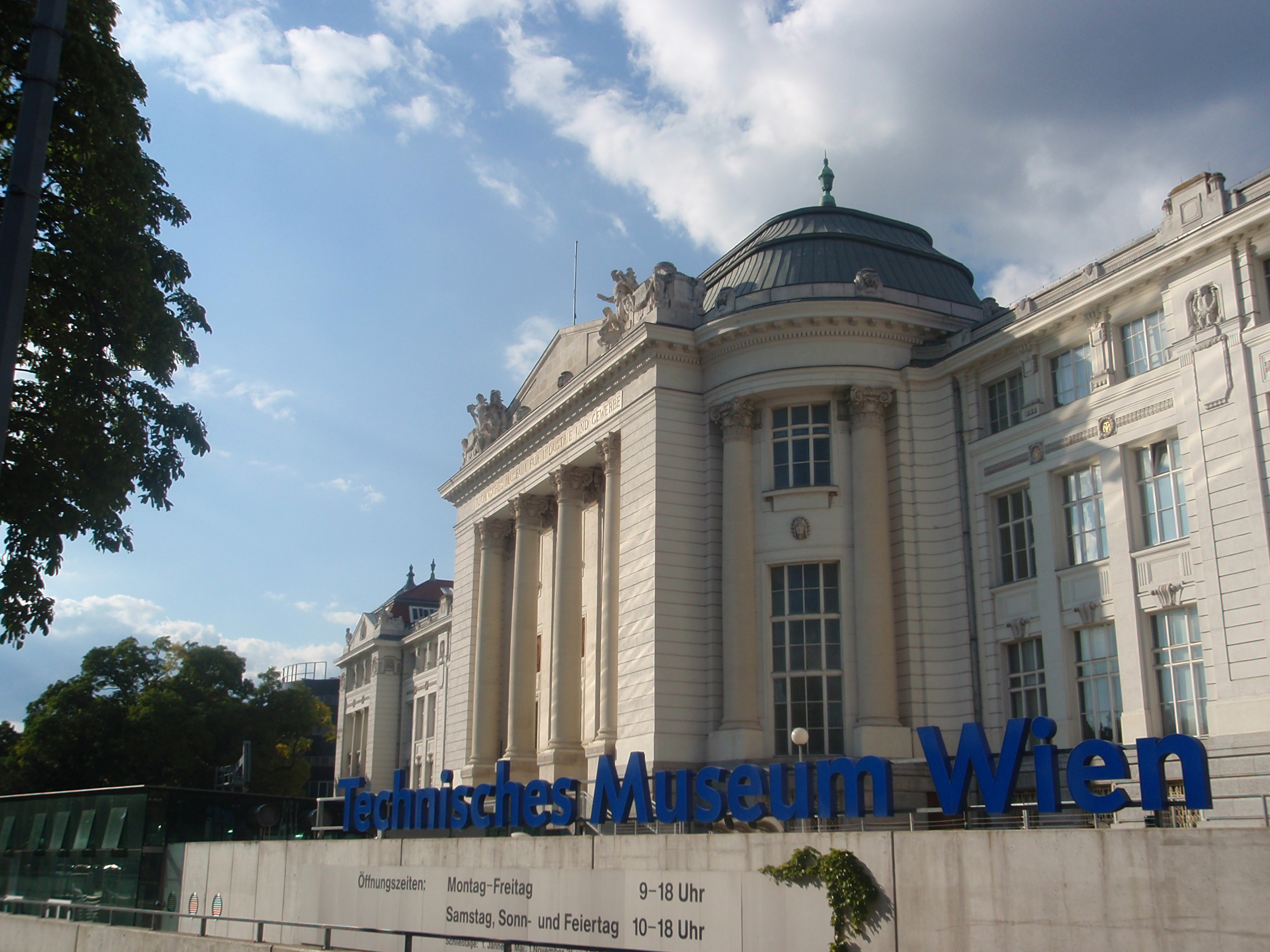
Das Technische Museum Wien ist einer der Handlungsorte des Films.

Der Stilfser Regisseur Hans Hofer, Absolvent der Wiener Filmakademie, realisierte mit Zweisitzrakete seinen ersten Spielfilm. Als Referenz an seine Südtiroler Heimat baute er Mias Berufsaufenthalt in Bozen und den „Superpiloten“ Michele in die Handlung ein. Die Dreharbeiten fanden im Sommer 2012 in Wien statt. Zu den Drehorten gehörten unter anderem der Naschmarkt, der Prater und das Technische Museum. In einer Szene, in der Manuel, Mia und Detlev eine Tomate fallen lassen, ist zudem der Kirchturm von Maria am Gestade zu sehen.
Als Teil der prominenten Besetzung sind Michael Niavarani und Gerti Drassl als wienerische Stimmen zweier mittels Stop-Motion animierter Tauben zu hören. Die Animation der Tauben übernahm das Wiener Animationsstudio Neuer Österreichischer Trickfilm unter der Leitung von Johannes Schiehsl und Benjamin Swiczinsky.

## Rezeption
Der Film feierte seine Premiere im Wiener Gartenbaukino am 1. März 2013. Laut Angaben des Österreichischen Filminstituts besuchten ihn 14.259 Menschen in den heimischen Kinos. Vor der Uraufführung wurde Zweisitzrakete vor allem auf Facebook („Wir wollen zum Mond“) intensiv beworben. Der skurrile Motivationstanz der Selbsthilfegruppe wurde bereits vor Filmstart via Social Media zahlreich geteilt. Ein Flashmob mit den Hauptdarstellern am Stephansplatz sollte das Interesse zusätzlich steigern.
Der Film stellt sowohl laut Aussage des Regisseurs als auch nach medialer Auffassung eine Neuerung im österreichischen Kino dar. Hans Hofer wollte mit Zweisitzrakete ein „romantisches, unzynisches Märchen“ schaffen, das sich laut Presse fernab des „typisch österreichischen Betroffenheitskinos“ bewegt. Des Weiteren sei es weder ein beklemmender, sozialrealistischer Film noch eine überzogene, sarkastische Komödie.
Der Film erhielt gemischte Kritiken. Das Informationsportal Vienna Online lobte Zweisitzrakete als „Eine lebensbejahende, romantische Komödie, wie sie der österreichischen Filmlandschaft schon lange gefehlt hat.“
Auch die Kinoredaktion der Kronen Zeitung äußerte sich positiv und betitelte den Film als „galaktisch lustig“. Es handle sich um „ein modernes romantisches Märchen, das vor ungebremster Herzensnaivität und entfesseltem Enthusiasmus nur so strotzt und gerade deswegen zum Schmunzelparcours wird, frei nach dem Motto: Für die ganz große Liebe bedarf es eines Masterplans.“
Im Standard hieß es hingegen, der Film setze auf „überholte Typenkomik, einen Schuss Slapstick und Lokalkolorit und eine Wegwerfromantik, die sich über Umwege ausdrückt.“ Komisch sei höchstens, dies für ein Erfolgsmodell zu halten.
Ähnlich negativ urteilte der Kurier. Darin hieß es sogar, der österreichische Kabarettfilm hätte einen „neuen Tiefpunkt“ erreicht. Hauptdarsteller Manuel Rubey verschwende sich in einer „Klamotte auf unterstem Schüler-Niveau“. Die „Abfolge schlechter Gags“ sei nur „schwer zu überbieten“, als Beispiel wurden etwa die beiden sprechenden Tauben sowie die „unsägliche“ Männerselbsthilfegruppe genannt. Das Filmmagazin Ray bescheinigte dem Film, von der komödiantischen „Königsklasse“ genauso weit entfernt zu sein „wie St. Hanappi von Camp Nou oder Old Trafford“.
In der Filmdatenbank IMDb erhält der Film eine durchschnittliche Bewertung von 6,3 von 10 Punkten.